# 大豆インキ
大豆インキ（だいずインキ、大豆インク）とは、大豆油から作られる工業印刷用油性インキ（インク）の一種。ソイ・インキ、大豆油インキとも呼ばれる。
従来の石油溶剤ベースのインキと比べると、以下のような違いがある。
- 揮発性有機化合物（VOC）の発生が少ない。
- 生分解されやすい。
- 紙のリサイクルに適している。
  - リサイクルされた紙の白色度がより高くなる[1]。
  - 紙からインキを効率的に除去しやすく、紙繊維の損傷が少ない[2]。
- 大豆油の透明度が高いため、色料を最大限に生かした鮮やかな発色が可能[3]。
- 延びがよく、少ない量のインクで印刷できる[4]。
- 乾燥に時間がかかる[5]。

## 歴史
大豆インキは、1970年代のオイルショックを受け、石油ベースのインキの代用品として全米新聞出版業者協会（ANPA）の理事会の指示により研究が始まった。
1985年に大豆油、石油、石炭色素を原料とするハイブリッド型の新聞用ブラックインキが開発されたが、大豆油の含有率は3割程度であり、従来の石油系インキに比べると7割も高価だったため、広く利用されるには至らなかった。一方カラーインキにおいては、色素の延びがよくコスト面でも石油系のものより有利だったため、ANPA会員の間で使われ始めた。
その後、化学者セヴィム・エルハンなどによる研究が重ねられ、従来の印刷設備でも使用可能な大豆インキが完成した。1987年、ANPA認定の大豆インキ（黒・カラー）を使った商業印刷がアイオワ州のシダー・ラピッド・ガゼット誌などによって始まった。
2004年の時点で、アメリカでは、発行部数が1,500部以上の新聞のうち95%が大豆インキを使って印刷されているほか、商用印刷物の1/4に大豆インキが使われている。
日本では、2003年の時点で、新聞インキ・平版インキの64%に大豆インキが使用されている。
アメリカでは大豆インキの利用促進を宣伝するため、アイオワ州大豆協会（ISA）によってナショナル・ソイインキ・インフォメーション・センター（全米大豆インキ情報センター）が設立されたが、大豆インキ業界の順調な成長の結果、このような団体は必要なくなったと判断され、2005年に閉鎖した。

## 製造
大豆インキは従来の印刷用一般インキに使用されていた石油系有機溶剤（顔料などを溶かすための液体）の一部または全部を植物系の大豆油に置き換えて作られる。配合する顔料や樹脂には一般のインキと同じものが使用されている。

## 問題点
大豆インキは現在業務用印刷のみに使われており、ペンや家庭用プリンターのインクとしてはまだ実用に至っていない。大きな問題点のひとつとして、石油系ベースのインキに比べ揮発性が悪いため、乾燥に時間がかかることが挙げられている。新聞のようなインク吸収率の高い多孔性の紙を使った印刷では、その影響はあまり大きくないものの、雑誌やチラシなどのコート紙印刷ではネックとなる。
これを解消するため、ルクセンブルクのフリントグループなどにより、紫外線に反応させて大豆インクを加工する研究が行われている。この方法を使うとインクが速く乾くだけでなく、コスト面およびエネルギー消費の面においても有利であり、揮発性有機化合物（VOC）の発生をより少なく抑えられる。

## 事件
2008年（平成20年）には、乾燥性を高めるために大豆油の配合量を減らしたため認定の基準に満たなくなったにもかかわらず、日本環境協会認定の「エコマーク」やアメリカ大豆協会認定の「ソイシール」を表示していたインキ製造会社が多数あったことが発覚した。